# Сунь Сян
Сунь Сян (кит. 孙祥; народився 15 січня 1982 року) — колишній китайський футболіст, що грав на позиції лівого захисника.
Він грав за «Шанхай Шеньхуа», «Гуанчжоу», «Шанхай Порт» у своїй рідній країні та був на правах оренди в голландському клубі «ПСВ» та австрійській «Аустрії». На міжнародному рівні він провів 69 матчів за збірну Китаю, в складі якої забив 5 голів.

## Клубна кар'єра

### «Шанхай Шеньхуа»
Сунь Сян розпочав свою футбольну кар'єру, граючи за дубль команди «Шанхай 02», а згодом перейшов до складу Шанхай Шеньхуа. Потім він потрапив до першої команди клубу в 2002 році разом зі своїм братом-близнюком Сун Джі, де вони обидва швидко закріпилися в команді. У сезоні 2003 року він став основним лівим захисником клубу та виграв з клубом чемпіонат Китаю з футболу. У 2013 році Китайська футбольна асоціація скасувала титул чемпіонату після того, як стало відомо, що генеральний менеджер «Шеньхуа» Лу Шифан підкупив чиновників, щоб вони були упереджені до клубу в матчах того сезону.

### ПСВ
Сунь разом із Сунь Джі привернув увагу кількох закордонних коубів, а саме команди Ередивізі ПСВ Ейндговен у 2006 році, але ПСВ вирішив не підписувати цю пару. Після цього клуб вирішив оформити оренду Сана на сезон 2006—2007 з можливістю підписати з ним трирічний контракт наприкінці сезону. Він дебютував за клуб 17 лютого 2007 року в матчі проти «Гераклеса» з Алмело, в якому він здобув перемогу з рахунком 2:0, ставши першим китайським футболістом, який грав у Ередивізі. Він дебютував у єврокубках 20 лютого 2007 року в матчі проти лондонського Арсеналу, в якому здобув перемогу з рахунком 1:0, ставши першим в історії китайським гравцем, який грав у Лізі чемпіонів УЄФА. Менеджер Рональд Куман зауважив, що Сян мав вражаючий дебют і зробив внесок у гру завдяки своєму гарному баченню поля та точним передачам. Після закінчення терміну оренди йому не запропонували довгостроковий контракт з клубом, незважаючи на прохання залишитися в клубі.

### Аустрія Відень
1 липня 2008 року Сан був відданий в оренду до австрійської Бундесліги, а саме до віденської «Аустрії» в однорічну оренду з можливістю продовження ще на один рік, ставши першим в історії китайським футболістом, який гратиме в австрійській Бундеслізі. Він дебютував 9 липня 2008 року в нічийному матчі проти «Аустрії Кернтен», в якому його команда зіграла 1:1. Після цього 7 березня 2009 року він забив свій перший гол у лізі за клуб у переможному матчі з рахунком 4:0. проти «ЛАСК» Лінц. Коли термін його оренди закінчився, він повернувся до Шанхаю, де грав до кінця сезону 2009—2010.

### Гуанчжоу
28 квітня 2010 року Сунь оголосив, що покинув команду А-Ліги «Сідней» та перейшов до команди другого дивізіону Китаю Гуанчжоу Евергранд. Він дебютував за клуб разом із Чжен Чжи 21 липня 2010 у переможному матчі, де його команда виграла 10:0 проти футбольного клубу «Нанкін». Він забив свій перший гол за клуб 18 вересня 2010 року в переможному матчі з рахунком 2:1 проти команди «Яньбень». У сезоні 2010 року він провів чотирнадцять матчів, а «Гуанчжоу» посів перше місце у другому дивізіоні та з першої спроби повернувся до вищого дивізіону. У наступному сезоні Сан продовжував бути основним гравцем клубу, який інвестував значні кошти в покращення складу; і завдяки дворазовому переможцю Бразильскої серії А Даріо Конці, клуб виграв свій перший титул чемпіонату Китаю в сезоні 2011 року.

### Шанхай Порт
5 січня 2015 року Сян перейшов до складу іншої команди Китайської Суперліги «Шанхай Порт». Він дебютував за клуб 7 березня 2015 року в матчі, який його команда виграла з рахунком 2:1 проти «Цзянсу». 17 липня 2016 року Сунь випадково зіткнувся з Демба Ба і зламав Ба ліву ногу під час матчу, який Шанхай Порт програв з рахунком 2:1 проти «Шанхай Шеньхуа». У грудні 2016 року було виявлено, що Сян мав дуже агресивну клітинну лімфому. Сян не уточнив і не підтвердив чутки. 6 лютого 2017 року «Шанхай Порт» оголосив, що Сян покинув клуб через «фізичні проблеми».

## Титули і досягнення
- Володар Суперкубка Китаю: 2002, 2012
- Чемпіон Нідерландів: 2006-07
- Володар Кубка Австрії: 2008-09
- Чемпіон Китаю: 2011, 2012, 2013, 2014
- Володар Кубка Китаю: 2012
- Переможець Ліги чемпіонів АФК: 2013

Збірні
- Чемпіон Східної Азії: 2005, 2010